# Kászim Amín
Kászim Amín (arabul: قاسم أمين , latin betűs átírással: Qāsim Amīn; Alexandria, 1863. december 1.  – Kairó, 1908. április 22.) kurd származású egyiptomi arab író.
Párizsban folytatott jogi tanulmányokat, majd Egyiptomban dolgozott bírósági alkalmazásban. Az Egyiptomban kibontakozó reformmozgalom szócsöve, az al-Muajjid című folyóirat munkatársa lett 1883-ban. Publicisztikai írásaiban leginkább társadalmi problémákkal foglalkozott, de a szépirodalom felé közelítő írásait sem szépirodalmi értékük, hanem a korban szokatlan társadalmi merészségük, szókimondásuk tette népszerűvé. Tahrír al-mara (A nő felszabadítása) és al-Mara al-gadída (Az új nő) című regényei a női emancipációval foglalkozó első szépirodalmi alkotások közé tartoznak.